# John Latouche
John Treville Latouche (Baltimore, 13 de novembro de 1914 – Calais, 7 de agosto de 1956) foi um escritor e letrista americano.

## Biografia
Latouche nasceu em Baltimore, porém, sua família mudou-se para Richmond quando ele tinha apenas quatro meses de vida. Após a separação se seus pais, Latouche e seu irmãos foram criados por sua mãe, uma humilde costureira.
Em 1932, aos 22 anos de idade, Latouche ganhou um concurso literário que lhe garantiu uma bolsa de estudos na Riverdale County School. Posteriormente, Latouche ingressou na Universidade Columbia, porém abandonou os estudos após dois anos.
Latouche passou então a dedicar-se a escrever letras e músicas para espetáculos de teatro (Broadway e off-Broadway) e para performances de artistas em casas noturnas.
Sua carreira deslancharia, em 1939 e 1940, com os sucesssos das letras das duas maiores canções escritas por ele: Ballad for Americans e Taking A Chance On Love.
As músicas
Em 1939, Latouche escreveu a letra de uma canção chamada Ballad for Uncle Sam, depois renomeada Ballad for Americans. Musicada pelo compositor Earl Robinson, a canção acabou se tornando um verdadeiro sucesso nacional na voz do cantor Paul Robeson.
Outra canção notável de Latouche foi Taking A Chance On Love, escrita originalmente em 1940 para um musical na Broadway, e que depois foi incuída também no filme homônimo Um Lugar no Céu, de 1943. Posteriormente, a canção tornou a aparecer em diversas outras produções de cinema e programas de TV.
Latouche continuou escrevendo canções para o teatro, porém, nenhuma delas conseguiu se equiparar ao sucesso de seus trabalhos anrteriores. Seus últimos trabalhos na Broadway, em 1944, foram duas operetas que fracassaram comercialmente. Mais tarde, Latouche voltou a compor canções e óperas, contudo o auge dos seus primeiros anos de trabalho jamais foi recuperado.